# 敬哀皇后 (蜀汉)
敬哀皇后（3世紀？—237年），姓張氏，名不详。為三國時期蜀漢重要將領張飛之長女。
221年，被納為蜀漢太子劉禪之妃。於223年立為皇后。237年六月逝世，葬於南陵。

## 家庭

### 父
- 張飛，三國時期蜀漢重要將領。

### 母
- 夏侯氏，夏侯渊的侄女。

### 夫
- 劉禪，三國時期蜀漢國君。

### 兄弟姊妹
- 張苞，张飞长子。早夭。
- 張紹，張飛次子。官至侍中尚書僕射。
- 小张，張氏之妹妹。敬哀皇后逝後，入宫为贵人。238年正月立為皇后。

## 藝術形象

### 遊戲
- 在真·三國無雙系列、無雙OROCHI系列、三國殺等遊戲中，名字被設定為星彩（張星彩）
- 在三国群英传系列游戏中，名字被設定為張鶯鶯，妹妹张皇后為張燕燕
- 在起凡群雄逐鹿游戏中，名字被設定為张鸳鸳

## 延伸阅读
[在维基数据编辑]
 《三國志/卷34》，出自陳壽《三國志》

| 前任： 吴皇后 | 蜀汉皇后 223年—237年 | 繼任： 张皇后 |

1. ↑  《三國志·後主傳》：十五年夏六月，皇后張氏薨。